# Emeka Ogboh
Emeka Ogboh (* 14. Mai 1977 in Enugu) ist ein nigerianischer Video-, Klang- und Eat-Art Künstler.

## Ausbildung
Emeka Ogboh schloss sein Kunst-Studium 2001 an der University of Nigeria ab. Er ist Mitbegründer von VAN (Video Art Network) Nigeria, einer Plattform zur Förderung von künstlerischen Aktivitäten im Bereich Neuer Medien in Nigeria. Jahrelang streifte Emeka Ogboh mit Aufnahmegeräten durch Lagos und schuf immer neue Hörbilder und Klangporträts der Megastadt. Ihn beeinflusste in Richard Lepperts Essay Reading the Sonic Landscape beschriebene Allgegenwart von Klängen.
Ogboh lebt in Lagos und Berlin.

## Klangkünstler
Ogboh arbeitet mit den Geräuschen, dem Stimmengewirr, Liedern, Rufen, Schreien, Rauschen einer Stadt. Zudem komponiert er aus Liedern und öffentlichen Reden, die er in experimentelle Musikstücke und Klanginstallationen einarbeitet. Es entstehen auditive Topografien von Urbanität, Politik und kultureller Vielfalt. Song of the Germans ist eine Klanginstallation von Ogboh, die 2015 auf der Biennale di Venezia realisiert wurde. Er konfrontiert den Zuhörer mit Xenophobie und Rassismus. Ogboh wurde 2015 zum Berliner Künstlerprogramm des DAAD eingeladen und erhielt 2016 den Kunstpreis der Böttcherstraße in Bremen. Für die Skulptur.Projekte 2017 realisierte er die Klanginstallation Passage Through Moondog im Hamburger Tunnel beim Hauptbahnhof. Er verwendet dafür Kompositionen des in Münster verstorbenen Musikers Moondogs, die Stefan Lakatos mit der Timba eingespielt hat. Mit dem Konzept der Soundscapes teilen Moondog und Ogboh das Interesse am öffentlichen Raum.

## Eat-Art Künstler
Ogboh würdigt die Zubereitung von Speisen und Getränken als identitätsstiftende Praxis, die über Generationen und von Migranten weitergegeben wird.

### Quit Storm Bier
Für die Skulptur.Projekte Münster 2017 ließ er mit Lindenblütenhonigzusatz, gesammelt von der an der Promenade gelegenen Westerhoff Wiese, in Belgien ein Bier brauen. Während des Fermentierungsprozesses wurden die Brautanks der Brauerei mit speziellen Lautsprechern der Klangkulisse Lagos beschallt.

### Sufferhead Original Stout Bier
Für die documenta 14 in Kassel ließ Ogboh 50.000 Flaschen Craft Beer brauen. Er befragte Afrikaner nach ihren Geschmackserlebnissen, um daraus eine akustische Landkarte zu erstellen. Die war die Grundlage für die Rezeptur. Der Name spielt auf Fela Kutis politische Hymne an, um einen Diskurs über den politischen Umgang mit Ethnien anzustoßen. Das Bier wurde mit Werbetafeln, Werbespots, Jingles in Kassel beworben.

## Zitat
„Noch bevor man den mit Holz ausgekleideten Raum mit den zehn schwarzen Lautsprechern betritt, ist man befremdet. Ogbohs Installation „The Song of the Germans“ mag harmonisch klingen, aber der Text ist unverständlich. Ein Begleitbuch gibt Auskunft: Mitglieder eines Berliner Gospel-Chors, der aus afrikanischen Migranten besteht, haben die Hymne übersetzt und singen sie auf Douala, Igbo, Ewondo, Bamun, Kikongo, Sango, More, Twi, Yoruba und Lingála. Alles indigene afrikanische Sprachen. Jeder Lautsprecher eine Sprache, eine Stimme. Einer hebt an, die anderen folgen, jedes Mal gibt ein anderes Idiom den Impuls zum Chorgesang.“

## Ausstellungen und Projekte (Auswahl)
- 2001: Oshodi, Lagos
- 2011: ARS 11 Kiasma, Helsinki
- 2012: State of Mind, Lagos
- 2014: Dak'Art 2014, Dakar
- 2015: Biennale di Venezia, Venedig
- 2016: Kunstpreis der Böttcherstraße in Bremen 2016, Kunsthalle Bremen, Bremen
- 2016: Emeka Ogboh, Song of the Germans, Kunsthalle zu Kiel, Kiel
- 2016: THE INCANTATION OF THE DISQUIETING MUSE: On Divinity, Supra-Realities or the Exorcisement of Witchery, SAVVY Contemporary, Berlin
- 2017: Skulptur.Projekte, Münster (Westfalen)
- 2017: documenta 14, Athen, Kassel
- 2017/18: Emeka Ogboh. If Found Please Return to Lagos, Staatliche Kunsthalle Baden-Baden